# ゲリドゥムハメド・アシルムハメドフ
ゲリドゥムハメド・アシルムハメドフ （1957年 - ）は、トルクメニスタンの政治家、軍人、チェキスト。中将。内務相、国家保安相等を歴任。

## 経歴
クラスノヴォーツク州（現バルカン州）クルジュデイ村出身。1979年、物理学教師専攻でマフトゥムクリ名称トルクメン国立大学を卒業。1979年～1982年、チェレケン（現ハザル）市立第2学校の物理学の教師。
1982年からソ連国家保安委員会（KGB）。1983年、ソ連KGBミンスク高等課程、1985年、ソ連KGBキエフ高等課程を修了。
1992年、大統領府総務局付となり、5年間、大統領保安庁に勤務した。1997年～2002年、トルクメニスタン地上軍司令官。2001年、中国人民解放軍総参謀部の学院を卒業。2002年、国家保安委員会副議長に任命。
2002年9月10日～2004年8月、内務第一次官。2004年8月～12月9日、内務相となり、警察アカデミー学長を兼任。
2004年12月9日、国家保安相に任命。2007年10月8日、「健康状態による依願退職」。

## パーソナル
Turkmenbasy勲章、Edermenlikメダル、Watana bolan soygusi ucinメダル、Turkmenistanyn Garassyzlygynyn 15 yyllygyna bagyslanyp gecirilen dabaraly harby yorise gatnasyja記念メダルを受章。